# La Fantastique Famille Telemachus
La Fantastique Famille Telemachus (titre original : Spoonbenders) est un roman fantastique de l'écrivain américain Daryl Gregory, publié en 2017 puis traduit en français et publié chez Jean-Claude Lattès en 2018. Le roman a été nommé pour le prix Nebula du meilleur roman.

## Résumé
Teddy Telemachus est un très bon manipulateur de cartes, gagnant sa vie en petites arnaques en tout genre et en truquant des parties de poker. En 1962, il rencontre Maureen MacKinnon, alors âgée de dix-neuf ans, lors d'une audition de médiums pour le gouvernement américain, qui souhaite monter une équipe de personnes ayant des perceptions extrasensorielles. La prenant tout d'abord pour son alter ego, il tombe immédiatement amoureux d'elle, puis il se rend compte qu'elle possède effectivement un pouvoir surhumain, à savoir le voyage astral : son esprit peut se séparer de son corps et se rendre dans n'importe quel endroit de son choix. Ils sont tous les deux engagés par Destin Smalls, membre d'une agence gouvernementale américaine dédiée aux pouvoirs surnaturels. Maureen devient vite l'élément principal de l'équipe de cinq personnes formée par Destin Smalls.
Teddy et Maureen se marient dans l'année qui suit leur rencontre et deux années plus tard naît leur premier enfant, Irène. Suivent ensuite Frankie et Teddy. Tous trois héritent d'un talent issue de l'ADN de leur mère : Irène est capable de discerner les mensonges parmi les propos d'une personne qu'elle voit parler ; Frankie est capable de faire bouger des objets par la pensées et Buddy voit l'avenir.
La famille entame une tournée spectacle basée sur les pouvoirs de Maureen et des trois enfants ainsi que sur les tours de magie pratiqués par Teddy. Ils sont alors invités dans une émission de télévision dont le but est de démasquer les charlatans. Tout ne se passe pas comme prévu et la famille Telemachus est totalement discréditée, retournant vite dans l'anonymat.
En 1974, Maureen Telemachus décède d'un cancer de l'utérus, laissant ses enfants de dix, neuf et six ans à la charge de son mari Teddy.
En 1995, les trois enfants Telemachus n'ont pas profité de leurs pouvoirs respectifs. La capacité d'Irène à détecter les mensonges, plutôt que de l'aider, à ruiner toute relation sociale ; la télékinésie de Frankie, plutôt que de le rendre riche comme il l'a toujours voulu, lui a fait contracter des dettes avec une famille mafieuse ; la « mémoire du futur » de Buddy l'empêche de parler avec sa famille par peur de modifier l'avenir tel qu'il le voit.
En juin 1995, trois mois avant le mois de septembre au-delà duquel Buddy n'a jamais eu aucune vision, Matty, fils unique d'Irène, réalise à quatorze ans son premier voyage astral. Frankie vient à l'apprendre et il y voit une occasion unique de récupérer l'argent qu'il doit à la famille mafieuse Pusateri.

## Éditions
- Spoonbenders, Knopf, 27 juin 2017, 399 p.  (ISBN 978-1-5247-3182-3)
- La Fantastique Famille Telemachus, Jean-Claude Lattès, 11 avril 2018, trad. Laurent Philibert-Caillat, 480 p.  (ISBN 978-2-7096-5866-9)
- La Fantastique Famille Telemachus, Le Livre de poche no 35844, 9 décembre 2020, trad. Laurent Philibert-Caillat, 624 p.  (ISBN 978-2-253-10042-3)

## Adaptation télévisée
Stephen Falk (en), créateur de la série télévisée You're the Worst, a commencé en septembre 2019 le développement d'un pilote d'une adaptation pour Showtime.